# Lord-lieutenant du West Riding of Yorkshire
Ceci est une liste de personnes qui ont servi comme lord-lieutenant du West Riding of Yorkshire Depuis sa création en 1660 jusqu'à son abolition le 31 mars 1974. De 1699 à 1974, tous les lord-lieutenants étaient également Custos Rotulorum of the West Riding of Yorkshire. Le lord-lieutenant en exercice est devenu en 1974 le lord-lieutenant du Yorkshire de l'Ouest, couvrant une area plus petite.

## Lord-lieutenants du West Riding of Yorkshire jusqu'en 1974
- Marmaduke Langdale, 1er baron Langdale 9 octobre 1660 – 5 août 1661
- George Villiers, 2e duc de Buckingham 5 septembre 1661 – 14 mars 1667
- Richard Boyle, 1er comte de Burlington 14 mars 1667 – 22 novembre 1667
- George Villiers, 2e duc de Buckingham 22 novembre 1667 – 13 mars 1674
- Thomas Osborne, 1er duc de Leeds 13 mars 1674 – 8 mai 1679
- Richard Boyle, 1er comte de Burlington 8 mai 1679 – 23 mars 1688
- Lord Thomas Howard 23 mars 1688 – 5 octobre 1688
- Henry Cavendish, 2e duc de Newcastle-upon-Tyne 5 octobre 1688 – 10 mai 1689
- Thomas Osborne, 1er duc de Leeds 10 mai 1689  – 29 septembre 1699
- Charles Boyle, 2e comte de Burlington 29 septembre 1699 – 9 février 1704
- Henry Boyle, 1er baron Carleton 6 avril 1704 – 10 juin 1715
- Richard Boyle, 3e comte de Burlington 10 juin 1715 – 29 septembre 1733
- Thomas Watson-Wentworth, 1er marquis de Rockingham 29 septembre 1733 – 14 décembre 1750
- Charles Boyle, 2e comte de Burlington 18 juillet 1751 – 25 février 1763
- Francis Hastings, 10e comte de Huntingdon 25 février 1763 – 12 septembre 1765
- Charles Watson-Wentworth, 2e marquis de Rockingham 12 septembre 1765 – 1er juillet 1782
- Charles Howard, 11e duc de Norfolk 23 octobre 1782 – 2 mars 1798
- William FitzWilliam, 4e comte FitzWilliam 2 mars 1798 – 18 novembre 1819
- Henry Lascelles, 2e comte de Harewood 18 novembre 1819 – 24 novembre 1841
- James Stuart-Wortley-Mackenzie, 1er baron Wharncliffe 29 décembre 1841 – 19 décembre 1845
- Henry Lascelles, 3e comte de Harewood 17 janvier 1846 – 22 février 1857
- William Wentworth-FitzWilliam 6e comte FitzWilliam 31 mars 1857 – 23 août 1892
- Aldred Lumley (10e comte de Scarbrough) 23 août 1892 – 22 avril 1904
- Henry Lascelles, 5e comte de Harewood 22 avril 1904 – 14 décembre 1927
- Henry Lascelles, 6e comte de Harewood 14 décembre 1927 – 23 mai 1947
- Lawrence Lumley, 11e comte de Scarbrough 9 février 1948 – 29 juin 1969
- Kenneth Hargreaves 23 février 1970 – 31 mars 1974†

†Devenu lord-lieutenant du Yorkshire de l'Ouest.